# C/1988 Y1 Yanaka
C/1988 Y1 (Yanaka) è una cometa non periodica scoperta il 29 dicembre 1988.
Tre giorni dopo il suo scopritore, Tetsuo Yanaka, trovò un'altra cometa, C/1989 A1 Yanaka.